# 田中五郎
田中 五郎（たなか ごろう）は、日本の経済学者。専門は国際経済学。

## 経歴
- 東京大学経済学部 卒業
- 三井銀行入行
- さくら総合研究所 常務
- 貿易研修センター貿易大学 教授
- 拓殖大学商学部 教授
- 経済学博士号取得（拓殖大学）
- 拓殖大学 名誉教授

## 著書

### 単訳
- 『国際貿易論』（東銀座出版社、1992年）
- 『国際通貨制度の改革』（日本評論社、2002年）
- 『東のまほろば』（日本評論社、2007年）

| スタブアイコン | サブスタブ | この項目は、まだ閲覧者の調べものの参照としては役立たない、人物に関連した書きかけの項目です。この項目を加筆・訂正などしてくださる協力者を求めています（P:人物伝/PJ:人物伝）。 |